# (100363) 1995 US14
(100363) 1995 US14 es un asteroide perteneciente al cinturón de asteroides, descubierto el 17 de octubre de 1995 por el equipo del Spacewatch desde el Observatorio Nacional de Kitt Peak, Arizona, Estados Unidos.

## Designación y nombre
Designado provisionalmente como 1995 US14.

## Características orbitales
1995 US14 está situado a una distancia media del Sol de 2,375 ua, pudiendo alejarse hasta 2,878 ua y acercarse hasta 1,873 ua. Su excentricidad es 0,211 y la inclinación orbital 1,622 grados. Emplea 1337 días en completar una órbita alrededor del Sol.

## Características físicas
La magnitud absoluta de 1995 US14 es 16,4.